# One Night Only (hudební skupina)
One Night Only je britská indie rocková skupina, která pochází z Helmsley v Severním Yorkshire. Kapela funguje od roku 2003.

## Historie
Skupina One Night Only vznikla v létě 2003. Původně ji tvořili Mark Hayton (kytara), Daniel „Pob” Parkin (baskytara) , Sam „Gunner” Ford (bicí) a Kai „Kai“ Smith (kytara). Kapela byla bez vokalisty, dokud nepřišel George Craig, přítel Fordova bratra. Po Georgově příchodu odešel z kapely Kai Smith. Ze začátku zpívali písně kapel jako jsou Blink-182, New Found Glory a The Beatles, ale soustředili se i na vlastní hudbu.
Svůj první koncert odehráli 12. prosince 2003 v Kirkbymoorsidu v Memorial Hall, v té době velmi známém místě. V roce 2005 se ke kapele připojil klávesista Jack „Fish“ Sails. Kapela se zúčastnila akce The Friday Night Project. Vystupovali tu se svým třetím singlem It's About Time. George Craig se také objevil v seriálu Hollyoaks, kde zazpíval akustickou verzi této písně.
V roce 2007 byla kapela na turné s kapelami Milburn a The Pigeon Detectives. Hráli také na mnoha festivalech jako např. Isle of Wight, Oxegen nebo Glastonbury. Následně kapela předskakovala irské rockové skupině General Fiasco, kapele Onlookers a dalším.
Vlastní turné zahájili 16. dubna 2008 v Liverpoolu.

## Členové kapely
Současní
- George Craig – hlavní vokály, kytara (od 2003)
- Mark Hayton – kytara, doprovodné vokály (od 2003)
- Daniel Parkin – baskytara (od 2003)
- Jack Sails – klávesy, doprovodné vokály (od 2005)
- James Craig – bicí (od 2010)

Dřívější
- Kai Smith – kytara (2003)
- Sam Ford – bicí (2003–2010)